# Song to Song
Song to Song ist ein US-amerikanisches Filmdrama von Terrence Malick, das am 10. März 2017 im Rahmen des South by Southwest Film Festivals seine Premiere feierte. Am 17. März 2017 kam der Film in die US-amerikanischen und am 25. Mai 2017 in die deutschen Kinos.

## Handlung
Die beiden aufstrebenden und ambitionierten Musiker Faye und BV lernen sich bei einer Party des exzentrischen, aber einflussreichen Musikproduzenten Cook kennen und verlieben sich spontan ineinander. Weil die lebenshungrige Faye, die über sich selbst sagt, dass sie gewalttätigen Sex braucht, allerdings auf den großen Durchbruch hofft, hat sie neben einer Reihe von Bühnenauftritten und Konzerten auch eine Affäre mit Cook, der in der Musikszene von Austin erfolgreich agiert und für dessen Produktionsfirma sie früher einmal arbeitete.  
Bei einem gemeinsam Ausflug nach Mexiko verstehen sich BV und Cook ausgesprochen gut, und albern wie zwei Halbstarke miteinander herum. BV, der ebenfalls zu Cooks Schützlingen zählt, ahnt zunächst nichts von der Affäre zwischen seiner Freundin und dem Musikmogul. Doch lange geht diese Dreiecksbeziehung nicht gut, und Faye und BV trennen sich. 
Da in der lebendigen Musikszene von Austin niemand lange allein bleibt, lernt der aufstrebende Songwriter BV die angeblich ziemlich reiche Amanda kennen, während Faye eine Beziehung mit einer Französin namens Zoey beginnt. Cook heiratet in dieser Zeit die Kellnerin Rhonda.  
In den Leben der sechs Liebenden geht es um sexuelle Obsessionen, Gruppensex, aber auch um Betrug. 
Der Musikerin und Punk-Legende Patti Smith geht es im Alter hingegen eher um poetische Reflexionen über ihr Leben, von denen sie in Interviews erzählt.

## Produktion

### Stab, Besetzung und Synchronisation
Die Regie übernahm Terrence Malick, der auch das Drehbuch zum Film schrieb. Malick ist bei seiner Arbeit dafür bekannt, dass seine Filme nur wenig einem roten Faden folgen und er einen ganz eigenen Arbeitsablauf zelebriert, weshalb seine Filme oft auch erst Jahre nach dem Ende der Dreharbeiten veröffentlicht werden. So filmte er auch Song to Song größtenteils bereits 2012. In seinem Film bringt Malick in Form eines Episodenfilms die Empfindung des Lebens als lose Abfolge einzelner Momente, bei der eine Szene in die nächste übergeht, auf die Leinwand, in Wirklichkeit geht es in Song To Song dabei viel mehr um Beziehungskuddelmuddel, als um Musik: „Es geht um Liebe, Lust und Betrug. Viele Figuren bleiben dabei namenlos.“
Im Vergleich zu einigen von Malicks früheren Filmen sagt Kevin Neuroth von Zeit Online, der Film sei zwar fast schon linear erzählt, folge aber vor allem den Gefühlszuständen seiner impulsiven Figuren, weniger einer dramaturgischen Logik, und sei eine Abfolge von fragmentierten Momenten.
In den Hauptrollen sind Ryan Gosling, Rooney Mara, Michael Fassbender, Natalie Portman und Cate Blanchett zu sehen. Gosling übernahm die Rolle von BV, Mara die von Faye, Fassbender spielt Cook, und Portman übernahm die Rolle von Rhonda, die Cook später heiratet. Cate Blanchett ist in der Rolle von Amanda zu sehen, mit der BV eine Beziehung beginnt, nachdem er sich von Faye trennt, und Bérénice Marlohe spielt Fayes neue Freundin Zoey. Val Kilmer ist in einem kurzen Auftritt als Motorsäge-schwingender Rockstar Duane zu sehen. Trevante Rhodes spielt TR, eine Figur, deren Initialen denen des Schauspielers entsprechen. Callie Hernandez spielt Julie. 
Malick engagiert für seinen Film zudem eine Reihe von bekannten Musikern, die auch im wahren Leben ihr Geld mit der Musik verdienen. Die schwedische Sängerin Lykke Li spielt im Film Goslings Exfreundin. Als Produzent der aus Austin stammenden Band Black Joe Lewis & the Honeybears fungiert im Film Fassbender. Zudem sind im Film die Musiklegenden Patti Smith, Iggy Pop und das ehemalige Mitglied der Sex Pistols John Lydon zu sehen, aber auch die Red Hot Chili Peppers, der Rapper Spank Rock, Alan Palomo und Florence + the Machine.
Elisabeth Günther spricht in der deutschen Synchronisation Amanda, Tommy Morgenstern den Musikproduzenten BV, Norman Matt spricht Cook und Kaya Marie Möller Faye. Manja Doering übernahm die Synchronisation von Rhonda, und Jessica Walther-Gabory spricht Zoey.

### Dreharbeiten und Nachbearbeitung

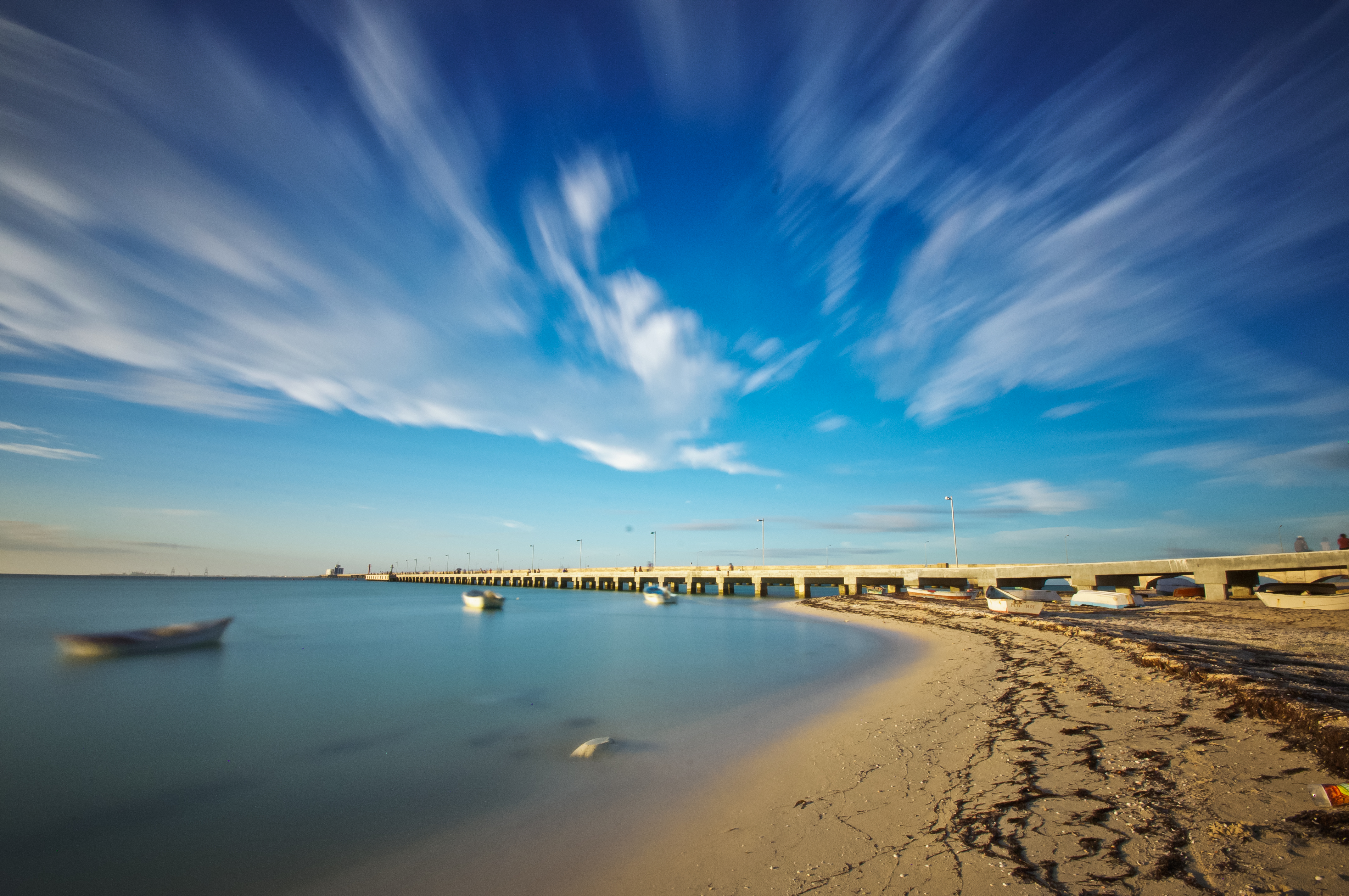
Die Dreharbeiten in Mexiko erfolgten größtenteils in der Hafenstadt Progreso

Die Dreharbeiten fanden in den USA und in Mexiko statt. In den USA drehte man im texanischen Austin. Teilweise fanden die dortigen Dreharbeiten im Jahr 2012 auf dem Austin City Limits Festival statt. Hierbei stand neben Bands wie Arcade Fire, Neon Indian, Iron & Wine und den Fleet Foxes für die Dreharbeiten auch Rooney Mara gemeinsam mit den Black Lips auf der Bühne. Zu den mexikanischen Drehorten gehörten Progreso, eine Hafenstadt im Bundesstaat Yucatán, und Mérida. Über die Ausstattungen der Wohnungen, die im Film zu sehen sind, sagt Christoph Petersen von Filmstarts, hierin finde sich eine Ansammlung von exquisiten Interieurs, die man so auch sofort in Schöner Wohnen abdrucken könnte. Als Kameramann fungierte der dreifache Oscar-Preisträger Emmanuel Lubezki, mit dem Malick bereits zum fünften Mal und zuletzt auch bei den Filmen Knight of Cups und To the Wonder zusammengearbeitet hatte. Lubezki hat in vielen Szenen den Film aus der Perspektive der Figuren gedreht. In vielen anderen Szenen schwirrt er um diese herum. In einer Kritik zum Film der dpa heißt es zur Kameraarbeit, Lubezki kreise wie ein Schmetterling, der nicht recht weiß, wo er sich niederlassen soll, um die Protagonisten, was nicht nur schön mit der inneren Unruhe und dem Sich-Treiben-Lassen der Hauptfiguren korrespondiere, sondern auch hervorragend zu einem Regisseur passe, der zu den letzten großen Sinn-Suchern des Weltkinos gehört, wie er in seinen früheren Filmen stets bewiesen habe. Kevin Neuroth von Zeit Online, erklärt, die symphonisch überhöhten Naturaufnahmen, die immer wieder in die Erzählung integriert werden, beschwörten hier, wie auch in Malicks früheren Filmen, einen utopischen Urzustand. Bei den Partys, die Cook auf seinem Anwesen gibt, erscheine die Verwerfungen menschlicher Exzesse vor dem majestätischen Panorama der umliegenden Landschaft umso sinnloser, so Neuroth.
Die drei Jahre nach Beendigung der Dreharbeiten waren für die Postproduktion eingeplant, in der Malick aus den oft nur improvisierten Szenen im Schnitt den fertigen Film zusammenfügte. Der Film ist mit einer Reihe von Off-Kommentaren versehen.

### Soundtrack
Der Soundtrack enthält Musik von der südafrikanischen Rap-Rave-Band Die Antwoord, Bob Dylan, den Plasmatics, Julianna Barwick, Meredith Monk, Gyptian und Sharon Van Etten, wie auch einen neuen Song von Patti Smith mit dem Titel God Running, die auch einen Auftritt im Film hatte. Die schwedische Sängerin Lykke Li singt im Film gemeinsam mit Ryan Gosling den Song It Hurts to Be Alone von Bob Marley and the Wailers in einer von Nigel Godrich produzierten Version. Rooney Mara spielt für ein Stück der Garagen-Rockband The Black Lips, deren Mitglied sie im Film ist, während eines Auftritts beim Fun Fun Fun Fest Gitarre.
Der Soundtrack wurde am 17. März 2017 veröffentlicht.

### Veröffentlichung
Der Film eröffnete am 10. März 2017 das South by Southwest Film Festival in Austin, wo er seine Premiere feierte, wo der Film fünf Jahre zuvor auch zu großen Teilen gedreht wurde und Regisseur Malick auch zur Schule ging. Am 17. März 2017 kam der Film in ausgewählte US-amerikanische Kinos und am 25. Mai 2017 in die deutschen Kinos. Bereits Ende März 2017 wurde ein deutscher Trailer zum Film veröffentlicht. Im Juni 2017 wurde der Film beim Sydney Film Festival gezeigt.
Die ursprünglichen Titel, unter denen der Film gedreht wurde, waren Lawless und auch Weightless. Nur drei Monate vor seiner Premiere war der Film im Dezember 2016 in Song to Song umbenannt worden.

## Rezeption

### Altersfreigabe
In Deutschland ist der Film FSK 6. In der Freigabebegründung heißt es: „Die Geschichte ist ruhig erzählt und in einem betont kunstvoll-poetischen Stil inszeniert. Kindern im Grundschulalter bietet die Handlung praktisch keine Anknüpfungspunkte, weshalb sie eine große Distanz zu den Geschehnissen wahren können. Zugleich werden Kinder ab 6 Jahren von den teils mysteriös-poetischen Bilderwelten des Films nicht überfordert oder geängstigt.“

### Kritiken
Der Film konnte bislang 44 Prozent der Kritiker bei Rotten Tomatoes überzeugen.
Kevin Neuroth von Zeit Online sagt, zwar sei Song to Song weder Musiker-Biopic noch Musical, aber dennoch zu jeder Zeit durchdrungen von Musik. So führe Emmanuel Lubezkis Kamera ins staubige Publikumsgedränge eines Rockbandauftritts, gleite durch die protzigen Häuser der Musikmanager und beobachte Faye und BV beim ungezwungenen Jammen. Die Sprunghaftigkeit seiner Figuren absorbiere Malick zu einem rastlosen, musikalischen Bilderfluss, so Neuroth.
Simon Strauss von der Frankfurter Allgemeinen Zeitung beschreibt den Film als eine pointillistische Parabel auf zwei unterschiedliche Modi der Paarbeziehung in Zeiten der sexuellen Hyperoptimierung und seelischen Einsamkeit. Der Film kranke aber an einer Überdosis phänomenologischer Autosuggestion, so Strauss, denn es gehe Malick weniger um die Motive, als um die Farben der Bilder: „Im Grunde ist er ein Neoimpressionist. Allerdings einer mit dem Hang zur symbolistischen Geste.“

### Einspielergebnis
Die weltweiten Einnahmen des Films belaufen sich bislang auf rund 880.000 US-Dollar.

### Vergleich mit früheren Filmen
In einer Kritik der dpa zum Film heißt es, auch wenn die Bilder in Song to Song nicht ganz so atemberaubend seien, wie in Malicks vielleicht schönstem Werk The Tree of Life aus dem Jahr 2011, könne man sich doch auch diesmal voll und ganz der Ästhetik seiner Bilder hingeben und darüber teils gar die Abwesenheit einer echten Geschichte vergessen.

### Auszeichnungen
Edinburgh International Film Festival 2017
- Nominierung für den Publikumspreis (Terrence Malick)[24]